# Collectio canonum (1086.)
Collectio canonum, zbirka crkvenih dokumenata pape Grgura VII. (1073. – 1085.) koje je objedinio u jedinstvenu zbirku kardinal Deusdedit († 1099.) i posvetio novom papi Viktoru III. (1086. – 1087.). Sastoji se od četiri knjige, o papinoj supermaciji, rimskom kleru, crkvenom vlasništvu i patrimoniju sv. Petra, a od iznimnog je značaja za hrvatsku povijest srednjeg vijeka, jer je u nju 1086. godine unijet i najstariji prijepis krunidbene prisege kralja Zvonimira (1075. – 1089.), kojeg je, prema tekstu prisege, okrunio papinski legat Gebizon († iza 1097.), kasniji biskup Cesene, dana 8. listopada 1075. godine u krunidbenoj bazilici sv. Petra i Mojsija u Solinu, kraj Splita.
U prisezi je zapisano da je Zvonimir primio krunu, žezlo, mač i zastavu iz ruku opata Gebizona, čime je bio ustoličen za kralja Hrvatske i Dalmacije.
Ovaj dokument se nalazi u Vatikanskoj knjižnici i čuva se pod brojem cod. lat. 3833 I, fol. 91-92. Godine 1192. kamerlengo Cencio Savelli, kasnije papa Honorije III. sačinio je drugi prijepis prisege kralja Zvonimira, u Liber censuumu, danas pod brojem cod. lat. 8486, fol. 97v-98r.

## Vanjske poveznice
- Collectio canonum, tiskan 1869. godine - archive.org